# All My Love (Major Lazer)
All My Love è un singolo del gruppo musicale statunitense Major Lazer, estratto dalla colonna sonora di Hunger Games: Il canto della rivolta - Parte 1 e pubblicato il 17 novembre 2014

## Descrizione
Prodotta da Diplo, la canzone è stata scritta da Ariana Grande, Ella Yelich-O'Connor e Karen Marie Ørstede ha visto la partecipazione vocale della stessa Grande,
Le prime notizie inerenti a All My Love sono giunte il 3 novembre 2014, quando la cantautrice neozelandese Lorde ha confermato ufficialmente il titolo e gli artisti della traccia dell'album del DJ affermando su Twitter che si trattava di una collaborazione tra Major Lazer e la cantante statunitense Ariana Grande. Il 13 novembre 2014 la cantante danese MØ ha pubblicato un'anteprima del brano attraverso la propria pagina Facebook.
Una versione remixata del brano è stata inserita dai Major Lazer come traccia conclusiva del loro terzo album in studio Peace Is the Mission.